# Triméthylgallium
Le triméthylgallium (TMG), Ga(CH3)3, est un composé organométallique à base de gallium. C'est la source organométallique préférée en gallium pour l'épitaxie organométallique en phase vapeur (MOVPE) des composés semi-conducteur contenant du gallium, comme l'arséniure de gallium (GaAs), le nitrure de gallium (GaN), le phosphure de gallium (GaP), l'antimoniure de gallium (GaSb), l'arséniure de gallium-indium (GaInAs), le nitrure de gallium-indium (InGaN), etc.
Le TMG est connu pour être pyrophorique, c.à.d. qu'il prend feu spontanément au contact de l'air. Même les solutions d'hydrocarbure de TMG, une fois suffisamment saturées, sont connues pour prendre feu spontanément au contact de l'air.
Le TMG est connu pour réagir violemment avec l'eau et d'autres composés capables de fournir un ion hydrogène libre actif (c'est-à-dire un proton). Par conséquent, le TMG doit être manipulé avec le soin et l'attention nécessaires, par exemple, entreposé dans un endroit frais et sec entre 0 °C et 25 °C, sous atmosphère inerte.

## Utilisation
Dans la fabrication de semi-conducteurs, le triméthylgallium est utilisé en épitaxie en phase gazeuse dans le dépôt de couches de GaAs ou de GaN épitaxiées.